# Cò lửa lùn

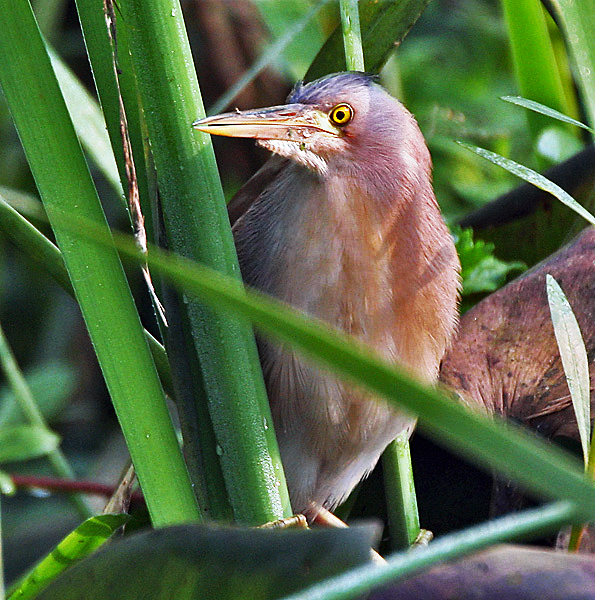
Con trống ở Kolkata, Tây Bengal, Ấn Độ.

Cò lửa lùn hay cò lùn xám (danh pháp hai phần: Ixobrychus sinensis) là một loài chim thuộc Họ Diệc. Cò lửa có nguồn gốc Cựu thế giới, sinh sản ở phần lớn Tiểu lục địa Ấn Độ, phía đông Nhật Bản và Indonesia. Nó chủ yếu là chim định cư, nhưng một số loài chim phía Bắc di chuyển khoảng cách ngắn. Nó đã được ghi nhận như là một loài lang thang ở Alaska và có một ghi chép về sự hiện diện duy nhất từ Anh, từ hồ Radipole, Dorset vào ngày 23 tháng 11 năm 1962 - tuy nhiên, Bou đã luôn luôn coi sự xuất hiện này có xuất xứ không chắc chắn và hiện nay nó không được chấp nhận vào Danh sách chính thức của Anh.
Đây là một loài nhỏ dài khoảng 38 cm, với cái cổ ngắn và mỏ hơi dài. Con trống có phía trên màu vàng đục đồng nhất và màu vàng da ở dưới. Đầu và cổ là hạt dẻ, với một mào màu đen.
Mào của con mái, cổ và ngực màu nâu vệt, và con non thì giống như con mái nhưng rất nhiều sọc màu nâu đậm ở dưới, và lốm đốm với da bò ở trên.
Môi trường sống sinh sản của chúng là ở vùng lau sậy. Chúng làm tổ trên các gốc lau sậy trong bụi cây. mỗi lứa đẻ 4-6 quả trứng. Cò lửa ăn côn trùng, cá và động vật lưỡng cư.